# Estrella compacta
En astronomía una estrella compacta (en algunas ocasiones objeto compacto, clasificación que también puede incluir planetas, asteroides, y cometas, al ser junto con ellas, los únicos cuerpos celestes que pueden existir a bajas temperaturas) se refiere colectivamente a enanas blancas (y sus versiones ya apagadas, las enanas negras), estrellas de neutrones, agujeros negros, estrellas-Q, estrellas de quarks, y estrellas de preones (estos tres últimos hipotéticos). Con la excepción de los agujeros negros, pueden ser denominadas estrellas degeneradas.
A diferencia de una estrella típica, éstas no contrarrestan la gravedad mediante la presión generada por reacciones de fusión nuclear en su interior, y tales objetos son, por tanto, el resultado del agotamiento del combustible nuclear de las estrellas, lo que explica que sean frecuentemente conocidas como remanentes estelares. Sin ninguna fuente de energía que luche contra el colapso gravitatorio, estas estrellas muertas están comprimidas al máximo de lo que permite su masa. Se mantienen estables sujetas por fuerzas nucleares de origen cuántico. A tan elevadas densidades, la materia se halla en un estado que se denomina degenerado. En casos extremos (agujeros negros) el objeto es incapaz de sostenerse a sí mismo, formando así una singularidad espaciotemporal. Dependiendo de la masa inicial de la estrella y de cuánta masa haya perdido o ganado a lo largo de su vida, el fin de las reacciones nucleares trae consigo la aparición de un tipo u otro de objeto compacto. Cuando una estrella de menos de 9-10 masas solares agota su combustible nuclear y explota se forma una enana blanca (las cuales no llegan a alcanzar una masa mayor a 1.33 masas solares), si la estrella tiene más de 9-10 masas solares, se formará una estrella de neutrones (que generalmente contiene entre 1.33 y 2-3 masas solares). Sin embargo, si la estrella que agota su combustible nuclear contiene una masa de más de 30-70 masas solares, se formará un agujero negro (que puede tener de 3 masas solares hasta incluso 30 o más). Hipotéticamente también podrían existir las estrellas de quarks (las cuales tendrían una densidad intermedia entre estrellas de neutrones y agujeros negros estelares), aunque es una idea que aunque no haya sido comprobada en la actualidad, tampoco ha podido ser descartada.
Estas estrellas conforman el punto final de la evolución estelar. Una estrella brilla y por lo tanto pierde su energía. La pérdida por la superficie es compensada por la producción de energía por medio de la fusión nuclear en el interior de la estrella. Cuando la estrella ha perdido su capacidad de producir energía por dichas reacciones, la presión del gas en el interior caliente no puede soportar el peso de la estrella, y ésta colapsa hacia un estado más denso: una estrella compacta, inicialmente a una temperatura muy elevada -salvo los agujeros negros- debido a dicho colapso.

## Formación
El punto final habitual de la evolución estelar es la formación de una estrella compacta.
Todas las estrellas activas llegan a un punto de su evolución en el que la presión de radiación hacia el exterior de las fusiones nucleares en su interior ya no puede resistir las fuerzas gravitatorias siempre presentes. Cuando esto ocurre, la estrella colapsa por su propio peso y sufre el proceso de muerte estelar. Para la mayoría de las estrellas, esto dará lugar a la formación de un remanente estelar muy denso y compacto, también conocido como estrella compacta.
Las estrellas compactas no producen energía interna, pero -con la excepción de los agujeros negros- suelen irradiar durante millones de años con el calor sobrante del propio colapso.
Según los conocimientos más recientes, las estrellas compactas también podrían formarse durante la separaciones de fase del Universo primitivo que siguió al Big Bang. Los orígenes primordiales de los objetos compactos conocidos no se han determinado con certeza.

## Vida
Aunque las estrellas compactas pueden producir radiación, y por lo tanto perder temperatura y energía, estas estrellas no dependen de su temperatura para mantener su presión. En el caso de un universo abierto, exceptuando alguna perturbación externa, el Big Rip (de producirse), o la desintegración de los bariones, este tipo de estrellas se puede considerar que virtualmente van a existir por siempre, si bien los agujeros negros acabarán por evaporarse debido a la emisión de radiación de Hawking. Eventualmente, en un futuro muy muy lejano, todas las estrellas acabarán por evolucionar a estrellas compactas oscuras.

## Tipos de estrellas compactas
Los tipos de objeto que pertenecen a esta categoría son:
- Enana blanca
  - Enana negra
- Estrella de neutrones
  - Púlsar
  - Magnetar
- Estrella extraña o estrella de quarks
- Agujero negro
- Estrella de preones
- Estrella-Q

### Enanas blancas

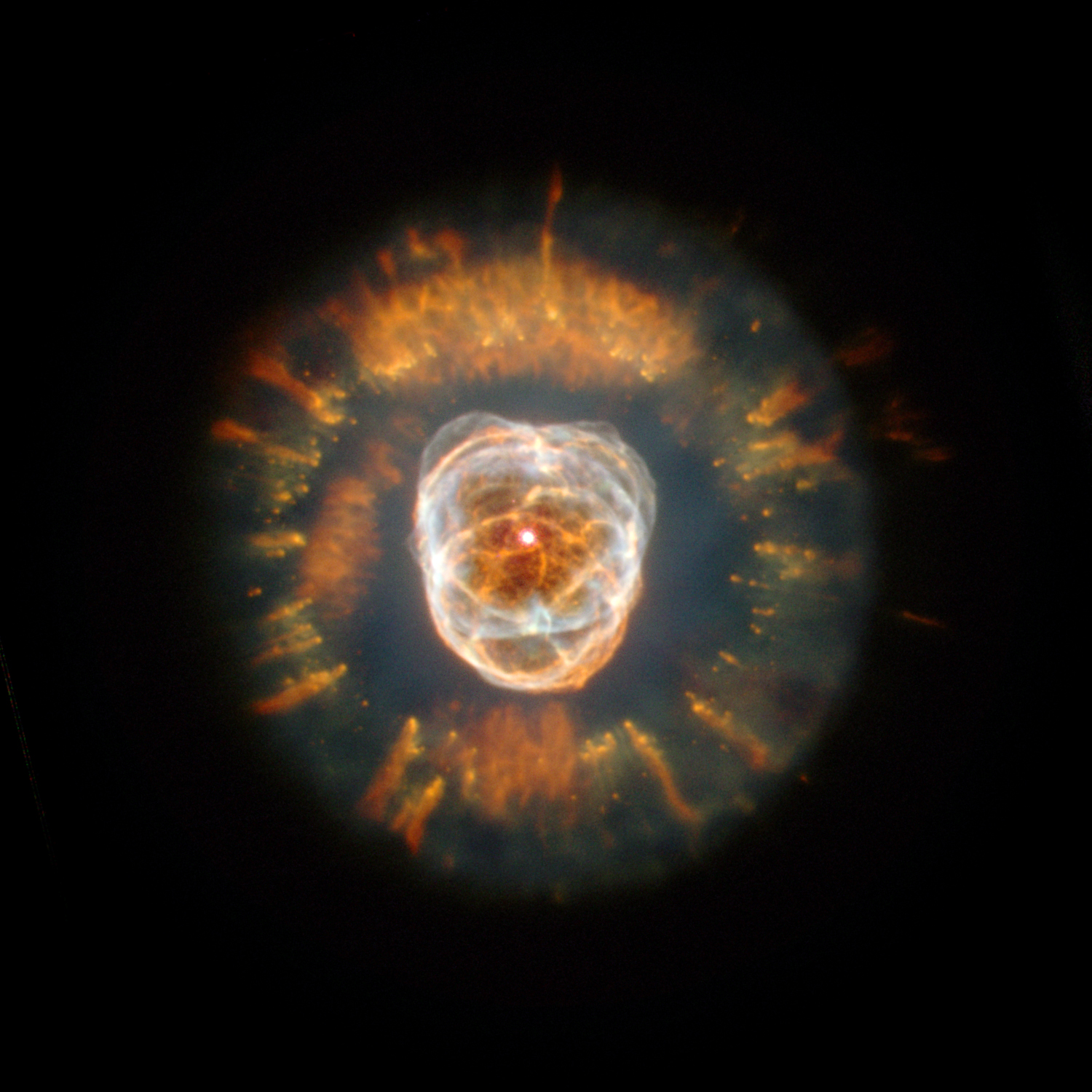
La nebulosa esquimal está iluminada por una enana blanca en su centro.

Las estrellas llamadas enanas blancas o degeneradas están formadas principalmente por materia degenerada; típicamente núcleos de carbono y oxígeno en un mar de electrones degenerados. Las enanas blancas surgen de los núcleos de las estrellas de la secuencia principal y, por tanto, están muy calientes cuando se forman. A medida que se enfrían, se enrojecen y atenúan hasta convertirse en enanas negras oscuras. Las enanas blancas se observaron en el siglo XIX, pero las densidades y presiones extremadamente altas que contienen no se explicaron hasta la década de 1920.
La ecuación de estado de la materia degenerada es "blanda", lo que significa que al añadir más masa se obtiene un objeto más pequeño. Si se sigue añadiendo masa a lo que comienza como una enana blanca, el objeto se encoge y la densidad central se hace aún mayor, con energías de electrones degenerados más altas. Cuando la masa de la estrella degenerada haya crecido lo suficiente como para que su radio se haya reducido a sólo unos miles de kilómetros, la masa se acercará al límite de Chandrasekhar -el límite superior teórico de la masa de una enana blanca, unas 1,4 veces la masa del Sol.
Si se extrajera la materia del centro de una enana blanca y se comprimiera lentamente, los electrones se verían obligados primero a combinarse con los núcleos, cambiando sus protones por neutrones mediante decaimiento beta inverso. El equilibrio se desplazaría hacia núcleos más pesados y ricos en neutrones que no son estables en las densidades cotidianas. A medida que aumenta la densidad, estos núcleos se vuelven aún más grandes y menos unidos. A una densidad crítica de alrededor de 4×1014 kg/m3, llamada "línea de goteo de neutrones", el núcleo atómico tendería a disolverse en protones y neutrones libres. . Si se comprime aún más, finalmente alcanzaría un punto en el que la materia está en el orden de la densidad de un núcleo atómico, aproximadamente 2×1017 kg/m3. A esa densidad, la materia sería principalmente neutrones libres, con una ligera dispersión de protones y electrones.

### Estrellas de neutrones

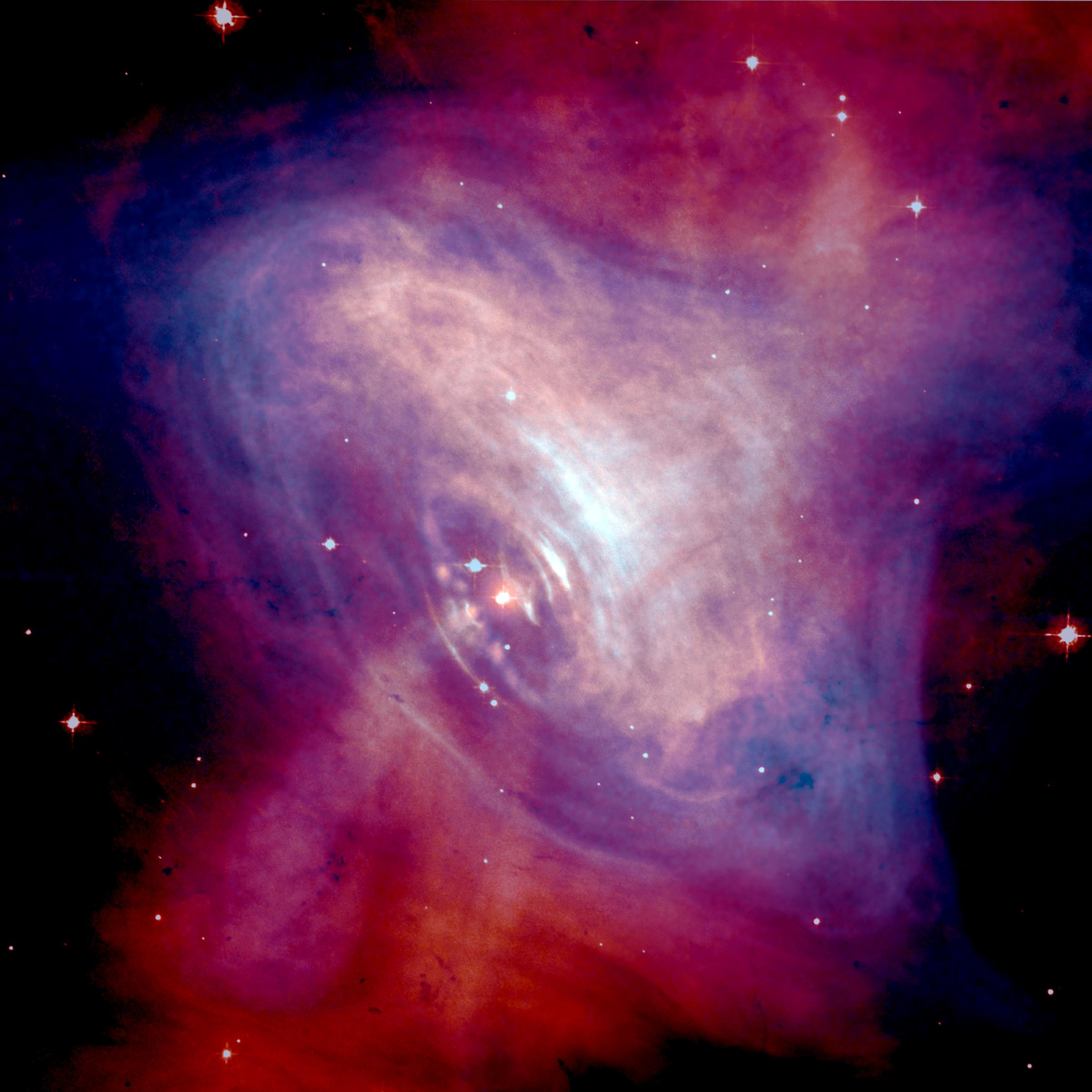
La nebulosa del Cangrejo es un remanente de supernova que contiene el púlsar del Cangrejo, una estrella de neutrones.

En ciertas estrellas binarias que contienen una enana blanca, la masa se transfiere de la estrella compañera a la enana blanca, empujándola finalmente por encima del límite de Chandrasekhar. Los electrones reaccionan con los protones para formar neutrones y, por tanto, dejan de suministrar la presión necesaria para resistir la gravedad, provocando el colapso de la estrella. Si el centro de la estrella está compuesto mayoritariamente por carbono y oxígeno, un colapso gravitatorio de este tipo provocará una fusión galopante del carbono y el oxígeno, lo que dará lugar a una supernova de tipo Ia que hará estallar la estrella por completo antes de que el colapso sea irreversible. Si el centro está compuesto principalmente por magnesio o elementos más pesados, el colapso continúa. A medida que la densidad aumenta, los electrones restantes reaccionan con los protones para formar más neutrones. El colapso continúa hasta que (a mayor densidad) los neutrones se vuelven degenerados. Un nuevo equilibrio es posible después de que la estrella se contraiga tres órdenes de magnitud, hasta un radio de entre 10 y 20 km. Se trata de una estrella de neutrones.
Aunque la primera estrella de neutrones no se observó hasta 1967, cuando se descubrió el primer púlsar de radio, las estrellas de neutrones fueron propuestas por Baade y Zwicky en 1933, sólo un año después del descubrimiento del neutrón en 1932. Se dieron cuenta de que, como las estrellas de neutrones son tan densas, el colapso de una estrella ordinaria en una estrella de neutrones liberaría una gran cantidad de energía potencial gravitacional, proporcionando una posible explicación para las supernovase. Esta es la explicación para las supernovas de tipo Ib, Ic, y II. Estas supernovas se producen cuando el núcleo de hierro de una estrella masiva supera el límite de Chandrasekhar y colapsa hasta convertirse en una estrella de neutrones.
Al igual que los electrones, los neutrones son fermiones. Por lo tanto, proporcionan presión de degeneración de neutrones para sostener una estrella de neutrones contra el colapso. Además, las interacciones repulsivas neutrón-neutrón proporcionan una presión adicional. Al igual que el límite de Chandrasekhar para las enanas blancas, existe una masa límite para las estrellas de neutrones: el límite de Tolman-Oppenheimer-Volkoff, donde estas fuerzas ya no son suficientes para sostener la estrella. Como las fuerzas en la materia hadrónica densa no se conocen bien, este límite no se conoce con exactitud, pero se cree que está entre 2 y 3 veces la masa solar. Si se acumula más masa en una estrella de neutrones, finalmente se alcanzará este límite de masa. Lo que ocurre después no está del todo claro.

### Agujeros negros

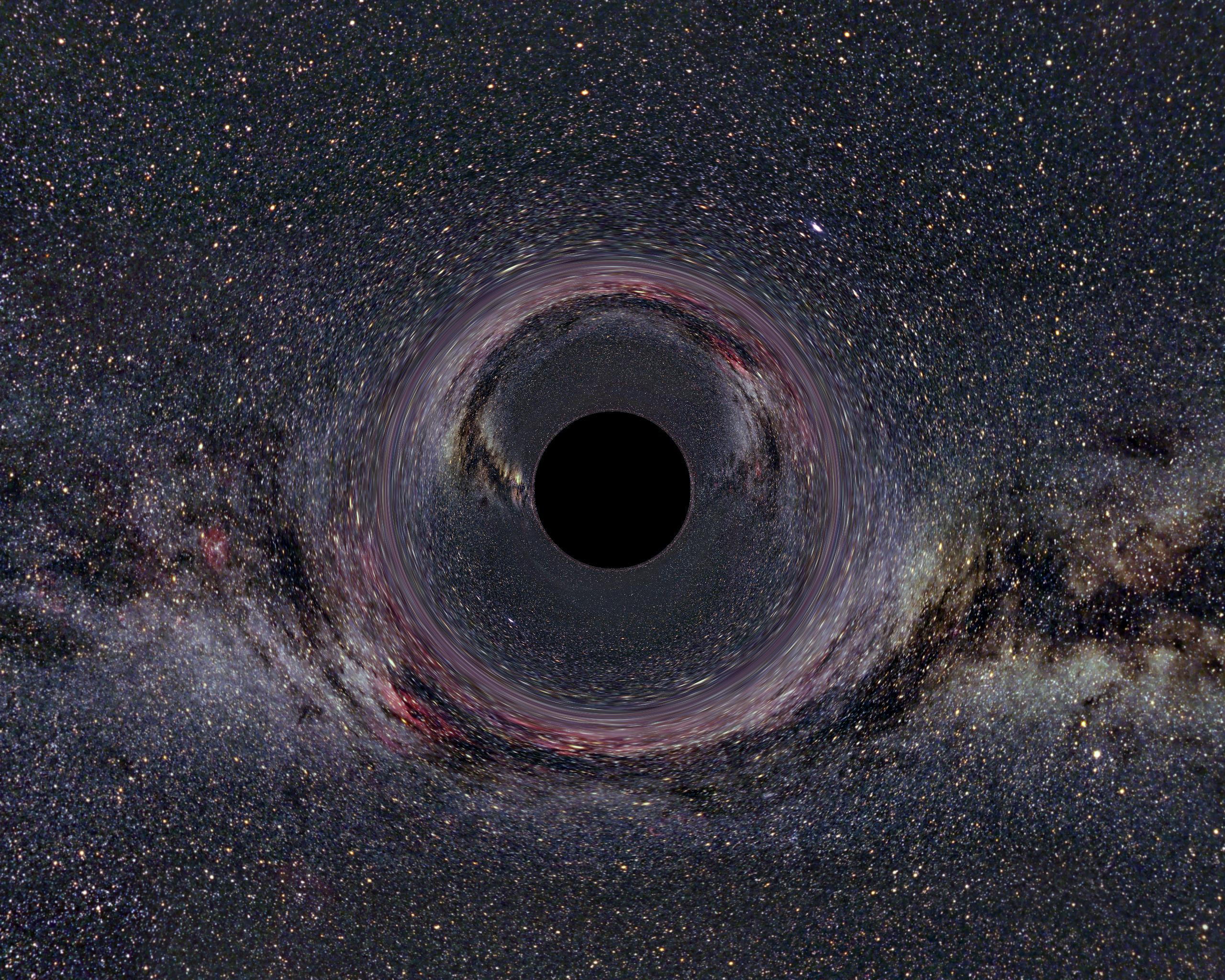
Un agujero negro simulado de diez masas solares, a una distancia de 600 km

A medida que se acumula más masa, el equilibrio contra el colapso gravitatorio supera su punto de ruptura. Una vez que la presión de la estrella es insuficiente para contrarrestar la gravedad, se produce un colapso gravitatorio catastrófico en milisegundos. La velocidad de escape en la superficie, que ya es al menos 1⁄3 la velocidad de la luz, alcanza rápidamente la velocidad de la luz. En ese momento ninguna energía o materia puede escapar y se ha formado un agujero negro. Dado que toda la luz y la materia quedan atrapadas dentro de un horizonte de sucesos, un agujero negro parece verdaderamente negro, excepto por la posibilidad de una muy débil radiación de Hawking. Se supone que el colapso continuará dentro del horizonte de sucesos.
En la teoría clásica de la relatividad general, se formará una singularidad gravitatoria que no ocupa más que un punto. Es posible que se produzca una nueva detención del colapso gravitatorio catastrófico a un tamaño comparable a la longitud de Planck, pero a estas longitudes no se conoce ninguna teoría de la gravedad que permita predecir lo que ocurrirá. Añadir cualquier masa extra al agujero negro hará que el radio del horizonte de sucesos aumente linealmente con la masa de la singularidad central. Esto inducirá ciertos cambios en las propiedades del agujero negro, como la reducción de la tensión de marea cerca del horizonte de sucesos y la reducción de la intensidad del campo gravitatorio en el horizonte. Sin embargo, no habrá más cambios cualitativos en la estructura asociados a cualquier aumento de masa.

#### Modelos alternativos de agujeros negros
- Fuzzball[10]
- Gravastar[10]
- Estrella de energía oscura
- Estrella negra
- Objeto magnetosférico en colapso eterno
- Estrella oscura[10]
- Agujeros negros primordiales

## Estrellas exóticas
Una estrella exótica es una estrella compacta hipotética compuesta de algo más que electrones, protones y neutrones equilibrados contra el colapso gravitatorio por presión de degeneración u otras propiedades cuánticas. Estos incluyen las estrellas extrañas (compuestas de materia extraña) y las estrellas preon más especulativas (compuestas de preones).
Las estrellas exóticas son hipotéticas, pero las observaciones publicadas por el Observatorio de rayos X Chandra el 10 de abril de 2002 detectaron dos candidatas a estrellas extrañas, designadas RX J1856.5-3754 y 3C58, que tenían anteriormente se pensaba que eran estrellas de neutrones. Según las leyes conocidas de la física, los primeros parecían mucho más pequeños y los últimos mucho más fríos de lo que deberían, lo que sugiere que están compuestos de material más denso que el neutronio. Sin embargo, estas observaciones son recibidas con escepticismo por los investigadores que dicen que los resultados no fueron concluyentes.

#### Estrellas de quarks y estrellas extrañas
Si los neutrones se exprimen lo suficiente a una temperatura alta, se descompondrán en los quarks que los componen, formando lo que se conoce como materia quark. En este caso, la estrella se encogerá aún más y se volverá más densa, pero en lugar de un colapso total en un agujero negro, es posible que la estrella se estabilice y sobreviva en este estado indefinidamente, siempre que no se agregue más masa. Hasta cierto punto, se ha convertido en un nucleón muy grande. Una estrella en este estado hipotético se denomina "estrella de quarks" o, más específicamente, "estrella extraña". El púlsar 3C58 ha sido sugerido como una posible estrella de quarks. Se cree que la mayoría de las estrellas de neutrones contienen un núcleo de materia de quarks, pero esto ha resultado difícil de determinar mediante la observación.

#### Estrellas Preón
Una estrella preón es un tipo de estrella compacta propuesta constituida de preones, un grupo de  partículas subatómicas] hipotéticas. Se esperaría que las estrellas preón tuvieran densidades enormes, superiores a 1023 kilogramos por metro cúbico, un término intermedio entre las estrellas de quarks y los agujeros negros.
Las estrellas Preón podrían originarse a partir de explosiones de supernova o del Big Bang; sin embargo, las observaciones actuales de los aceleradores de partículas no han provisto confirmación de la existencia de los preones.

#### Estrellas Q
Las estrellas Q son estrellas de neutrones hipotéticamente compactas y más pesadas con un estado exótico de la materia en el que el número de partículas se conserva con radios inferiores a 1,5 veces el correspondiente radio de Schwarzschild. Las estrellas Q también se llaman "agujeros grises".

#### Estrellas electrodébiles
Una estrella electrodébil es un tipo teórico de estrella exótica, donde el colapso gravitacional de la estrella es impedido por la presión de radiación resultante de la consumo electrodébil, es decir, la energía liberada por conversión de quarks a leptones a través de la fuerza electrodébil. Este proceso ocurre en un volumen en el núcleo de la estrella de aproximadamente el tamaño de una manzana, que contiene alrededor de dos masas terrestres.

#### Estrella de bosones
Una estrella de bosones es un objeto astronómico hipotético que se forma a partir de partículas llamadas bosones (las estrellas convencionales se forman a partir de fermiones). Para que exista este tipo de estrella, debe haber un tipo estable de bosón con autointeracción repulsiva. A partir de 2016 no hay evidencia significativa de que exista tal estrella. Sin embargo, puede ser posible detectarlos por la radiación gravitatoria emitida por un par de estrellas bosónicas en órbita conjunta..